# A Good Year for the Robots
A Good Year for the Robots is de eerste single van het album The 3rd Album van de Nederlandse band Coparck. De single haalde een nummer 1-notering in de Kink 40 in 2007. De videoclip bij A Good Year For The Robots werd datzelfde jaar door het Amerikaanse muziektijdschrift SPIN verkozen als 'Must-See Video'.
Ondanks een positieve ontvangst van de single door publiek en pers bracht het de band geen succes bij het grote publiek.